# Płat roślinności
Płat roślinności – porośnięty roślinami fragment terenu, możliwie jednorodny pod względem fitosocjologicznym, którego przynależność do konkretnego zespołu roślinności ustala się  wykonując np. zdjęcie fitosocjologiczne.